# 舒舒芬迪縣
0°11′S 76°39′W / 0.183°S 76.650°W
舒舒芬迪縣（西班牙語：Cantón Shushufindi），是厄瓜多爾的縣份，位於該國東北部，由蘇昆比奧斯省負責管轄，面積2,463平方公里，2001年普查人口總數為32,184人，人口密度每平方公里13.07人。